# Tomorrow's Calling
«Tomorrow's Calling» es una canción escrita por Eric Woolfson para la cantante británica Marianne Faithfull y producida por Mike Leander. Grabada el 15 de mayo de 1966, fue lanzada como sencillo el 27 de mayo de 1966 y adaptada al francés con el título «Si demain» para un EP publicado por la artista en Francia en junio de 1966. Perteneció al álbum americano Faithfull Forever... y la versión neerlandesa y belga del álbum británico Love in a Mist.